# Aeroporto Nacional Ronald Reagan de Washington
O Aeroporto Nacional Ronald Reagan de Washington (IATA: DCA, ICAO: KDCA, FAA LID: DCA) é um aeroporto internacional no condado de Arlington, em Virgínia e que serve principalmente à cidade de Washington, DC, ele fica a 8 km da cidade, é o aeroporto mais próximo da capital, serve a área metropolitana de Baltimore-Washington. Durante décadas foi chamado Aeroporto Nacional de Washington, antes de ser renomeado para homenagear o presidente Ronald Reagan em 1998. A Metropolitan Washington Airports Authority (Mwaa) opera o aeroporto com estreita supervisão pelo governo federal devido à sua proximidade com a capital nacional.
O Reagan National é um hub da American Airlines, que é a maior operadora do Reagan National. A empresa também tem voos de hora em hora para New York o Aeroporto LaGuardia em Nova York e o Aeroporto Internacional Logan, em Boston. A Delta Air Lines também opera voos para o LaGuardia, que são todos operados pela Delta Shuttle.
Outros que os actuais isenções 40 slots, voos dentro e fora do aeroporto não podem exceder 2.000 quilômetros em qualquer direção e sem escalas, em um esforço para enviar o tráfego aéreo do Aeroporto Internacional de Dulles, que é maior, porém mais distante. Nos 12 meses findos em março de 2015, o aeroporto serviu 21.195.775 passageiros.